# 廣元府
廣元府。元廣元路，治綿谷縣。洪武四年（1371年）改為府。轄劍州、巴州。九年（1376年）四月降為廣元州，屬保寧府，以綿谷縣省入。十三年十一月復置綿谷縣。二十二年六月降州為廣元縣，又省綿谷縣。在今四川省廣元市。